# Площа Тараса Шевченка (Черкаси)
Площа Тара́са Шевче́нка або площа Театральна — одна з площ міста Черкаси.
Утворюється як розширення по бульвару Тараса Шевченка (у прямому напрямку) між вулицями Остафія Дашковича та Василя Симоненка.

## Транспорт
- Тролейбуси: 1, 1а, 7, 7а, 10
- Маршрутні таксі: 4, 8, 14, 15, 25, 26, 31

## Об'єкти
На площі розташовані:
- пам'ятник Тарасові Шевченку
- Черкаський академічний обласний український музично-драматичний театр імені Т.Г. Шевченка

## Галерея

Обласний драмтеатр
Пам'ятник Тарасові Шевченку
Афіші драмтеатру

| Черкаси | Це незавершена стаття про Черкаси. Ви можете допомогти проєкту, виправивши або дописавши її. |